# Бюльбюль-бородань великий
Бюльбю́ль-бородань великий (Alophoixus pallidus) — вид горобцеподібних птахів родини бюльбюлевих (Pycnonotidae). Мешкає в Південно-Східній Азії.

## Опис
Довжина птаха становить 23 см. Верхня частина тіла оливкова, нижня частина тіла жовтувата. Горло покрите білим пухом. Лапи чорні, дзьоб коричневий, очі карі. Виду не притаманний статевий диморфізм.

## Підвиди
Виділяють сім підвидів:
- A. p. griseiceps (Hume, 1873) — гори Пегу[en] (південна М'янма);
- A. p. robinsoni (Ticehurst, 1932) — гори Тенассерім[en] (південно-східна М'янма);
- A. p. henrici (Oustalet, 1896) — південно-західний Китай, східна М'янма, північний Таїланд, північний Індокитай;
- A. p. pallidus (Swinhoe, 1870) — острів Хайнань;
- A. p. isani (Deignan, 1956) — північно-східний Індокитай;
- A. p. annamensis (Delacour & Jabouille, 1924) — центральний Індокитай;
- A. p. khmerensis (Deignan, 1956) — південний Індокитай.

## Поширення і екологія
Великі бюльбюлі-бородані живуть в рівнинних і гірських тропічних лісах. Трапляються на висоті до 1800 м над рівнем моря.